# منتخب بريتاني لكرة القدم
منتخب بريتاني لكرة القدم هو منتخب يمثل مقاطعة بريتاني في فرنسا، يشارك هذا الفريق في كأس الأمم الكلتية ويلعب أيضاً في بعض المباريات الودية، أبرز اللاعبين ألذين لعبوا مع هذا المنتخب هم بول لوجوين و كورينتين مارتينز و يوان غوركوف و جيريمي موريل و سيلفين مارفو و جيريمي تولالان و كيفن غاميرو ويلقب لاعبيه بالشياطين السود.هذا المنتخب ليس عضو في الفيفا أو اليويفا.

## وصلات خارجية
- الموقع الرسمي